# Xylota heinrichi
Xylota heinrichi är en tvåvingeart som först beskrevs av Heikki Hippa 1986.  Xylota heinrichi ingår i släktet vedblomflugor, och familjen blomflugor.
Artens utbredningsområde är Tanzania. Inga underarter finns listade i Catalogue of Life.